# Force aérienne royale cambodgienne
La Force aérienne royale cambodgienne est la composante aérienne des Forces armées royales khmères.

## Histoire
La FARC est créée en 1953 avec l'aide des Français. De 1971 à 1975, elle porta les noms d'Armée de l'Air khmère ou d'Aviation nationale khmère.

## Aéronefs

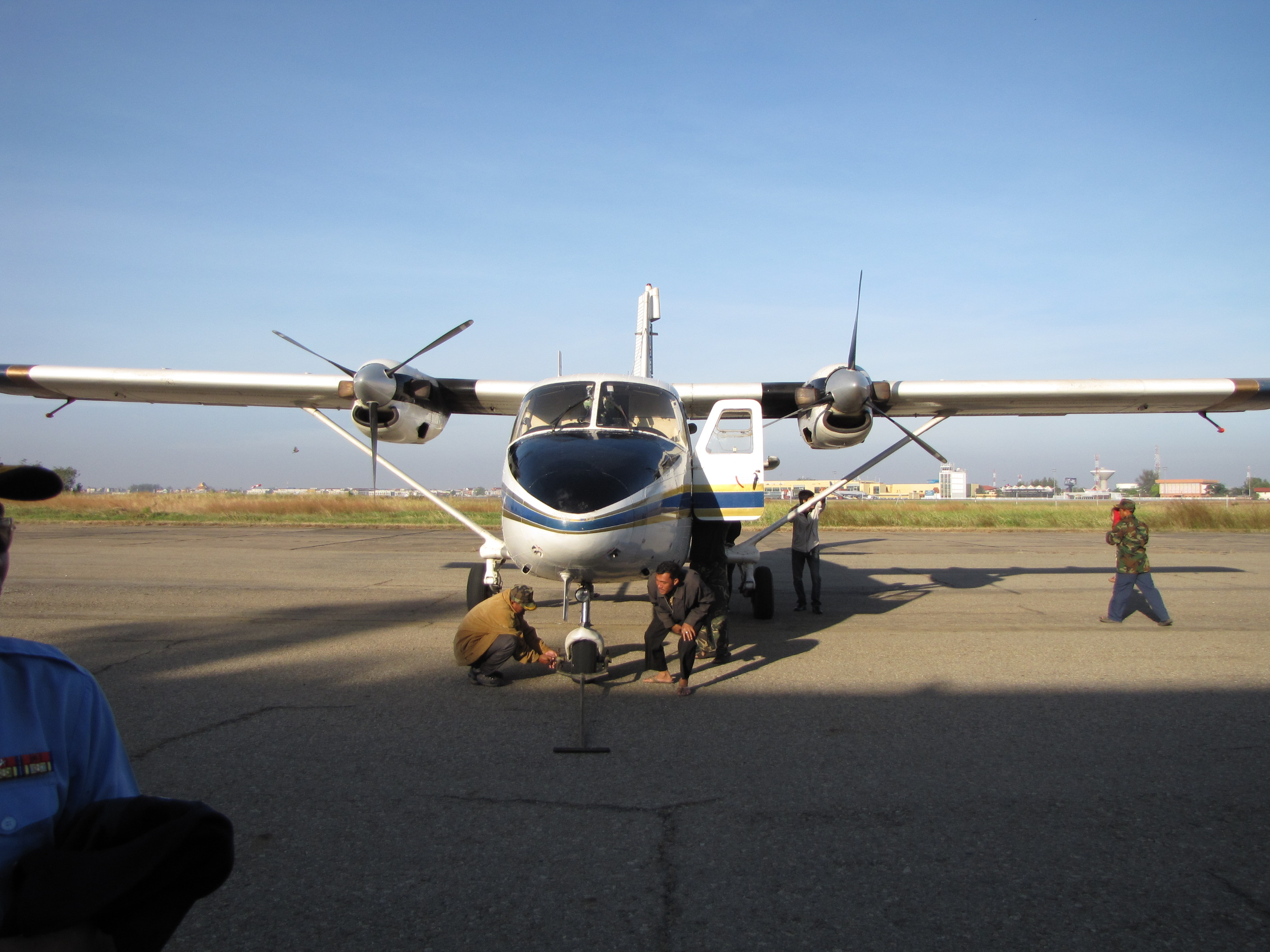
Harbin Y12

Les appareils en service en 2016 sont les suivants. En 2024n elle ne dispose plus d'avions de combat :
| Aéronefs                       | Origine          | Type                         | En service      | Versions                                                              |
| avion de chasse                | avion de chasse  | avion de chasse              | avion de chasse | avion de chasse                                                       |
| ------------------------------ | ---------------- | ---------------------------- | --------------- | --------------------------------------------------------------------- |
| Mikoyan-Gourevitch MiG-21      | Union soviétique | Avion de chasse              | 7               |                                                                       |
| Aero L-39 Albatros             | Tchécoslovaquie  | Avion d'attaque au sol       | 5               |                                                                       |
| avion de transport             |                  |                              |                 |                                                                       |
| Xian MA60                      | Chine            | Avion de transport           | 2               |                                                                       |
| Harbin Y-12                    | Chine            | Avion utilitaire             | 2               |                                                                       |
| Britten-Norman Islander        | Royaume-Uni      | Avion utilitaire             | 1               |                                                                       |
| Hélicoptère                    |                  |                              |                 |                                                                       |
| Aérospatiale AS350 Écureuil    | France           | Hélicoptère utilitaire léger | 1               |                                                                       |
| Aérospatiale AS355 Écureuil II | France           | Hélicoptère utilitaire léger | 1               |                                                                       |
| Mil Mi-8/17                    | Union soviétique | Hélicoptère de transport     | 5               |                                                                       |
| Harbin Z9                      | Chine            | Hélicoptère multirôle        | 9               | 12 reçus en 2012. Au moins 2 accidentés en 2014 et le 12 juillet 2024 |